# Peixa-Sommés
Peixa-Sommés (o Peixa-Somers) és una partida de l'Horta de Lleida, de Lleida.
Hom pot trobar per primer cop escrit el nom antic del terme, «Coma de Pixaçomes», el 1690. Aquest nom és la forma aglutinada de pixes-somes, significa «cascadetes poc abundoses», i de la seva evolució deriven el nom doble actual.
Està situada a una alçada oscil·lant entre els 195 i els 211 metres sobre el nivell del mar.
Una petita part de la partida, al seu nord-est, forma el Barri de Les Basses de la ciutat de Lleida, juntament amb part de la partida d'Alpicat. És creuada pel riu Noguerola. És una partida de molt baixa població, dedicada principalment al conreu d'arbres fruiters; si bé unes poques famílies hi tenen la segona residència. L'autovia A-2 en travessa el terme en el seu vessant nord d'oest a est, i els camins municipals de l'Albi, del Burro i de Darrere de la Bassa en formen la principal xarxa viària. Peixa-Sommés disposa de transport públic municipal, línia L14 - Agrònoms.
Limita:
- Al nord i a l'oest amb el municipi d'Alpicat.
- Al nord-est amb la partida de Canet.
- A l'est amb la partida de Boixadors.
- Al sud amb la partida d'Alpicat.